# Stop Islamiseringen af Danmark
Stop Islamiseringen af Danmark (forkortet SIAD) er en dansk islamkritisk forening, hvis erklærede mål det er at standse, hvad foreningen opfatter som en tiltagende islamisering af det danske samfund. Foreningen blev stiftet i 2005.
Igennem demonstrationer og andre manifestationer har foreningen gjort sig bemærket i de danske medier. Frem til 2010 var SIAD et politisk parti, som har været opstillet ved forskellige valg, dog uden at opnå valg.

## Organisering
Foreningen opfatter sig som en modstandsbevægelse, som den der kæmpede imod den tyske besættelse af Danmark fra 1940 til 1945. SIAD opfatter islam i Danmark som en besættelsesmagt, der skal bekæmpes.

## Historie
SIAD stod bag borgerlisten Stop Islamiseringen Af Danmark, som deltog i kommunalvalget i Aalborg i 2005. Listen fik 1172 stemmer. Anders Gravers fik 383 personlige stemmer efter kun 14 dages valgkamp.
I foråret 2007 tog SIAD initiativ til et anti-islamisk netværk, Anti-Jihad Danmark.
SIAD er moderorganisation for SIOE Stop Islamisation Of Europe og SIO-grupperne (Stop Islamisation Of) som består af Stop Islamization Of America, Stop Islamization Of Canada og Stop Islamisation Of India.
SIAD ville i 2008 vise en tegning af Profeten Muhammed til en demonstration i Aalborg. Men Kurt Westergaard, som havde tegnet tegningen, sagsøgte SIAD, SIOE og Anders Gravers for at vise tegningen. Det endte efter flere års retssager med, at Anders Gravers fik en bøde på 150.000 kr, for at vise tegningen.
SIAD fik da en invitation af Fremskridtspartiet til at vise tegningerne på folkemødet på Bornholm. Dette blev forpurret af borgmesteren, idet hun gik til folkemødets bestyrelse, som derefter truede Fremskridtspartiet med 5 års karantæne fra Folkemødet, hvis de tillod fremvisningen af tegningerne. På dette tidspunkt havde medierne meldt ud, at de aldrig ville vise tegningerne igen, da det var for farligt for de ansatte på redaktionerne og at man ikke ville udsætte sit personale for fare.
SIAD anmeldte derefter, en demonstration på Axeltorv i København, hvor man ville vise tegningerne. LocalEyes var på stedet, men af frygt for terror slørede LocalEyes billederne af Muhammed.
Politiet oplyste selv på dagen, at der var udkommanderet 400 betjente samt politiets indsatsstyrke + en helikopter. 

### Politik parti
SIAD var frem til januar 2010 et politisk parti, derefter overlod man det politiske parti arbejde til Stop Islamiseringen af Europa, der samtidigt blev godkendt som politisk parti i Danmark.
SIAD meldte sig i foråret 2015 kollektivt ind i Fremskridtspartiet sammen med blandt andet det nationalistiske parti Frit Danmark - Folkebevægelsen mod indvandring.
SIAD har senere meldt sig ud af dette samarbejde og støtter nu de partier, der vil stoppe islamiseringen af Danmark.

### Demonstrationer og manifestationer
I 2015 arrangerede SIAD igen en række demonstrationer rundt om i hele landet, foreningen havde ved årets begyndelse meldt ud at den ville arranger en demonstration hver anden mandag hele året.
Efter genindførelse af grænsekontrollen i 2016 mellem Danmark og Tyskland, har SIAD kritiseret kontrollen for ikke at være god nok. Foreningens arrangerede derfor i første omgang demonstrationer ved grænsen, senere i slutningen af september 2016 har foreningen ifølge eget udsagn også selv patruljeret på grænsen. I forbindelse med patruljering af grænsen har foreningens formand udtalt at grænsekontrollen "kun for syns skyld og for at berolige danskerne. Grænsen er pivåben.".
I 2020 genoptog SIAD sine grænsekontroller, efter Tyrkiets præsident Erdogan åbnede landets grænse mod Europa.

## Udgivelser
SIAD har en hjemmeside på nettet, kaldet Modstandsavisen FEM-I-TOLV

## Eksterne links
- SIAD's hjemmeside